# Saint-Avit (Tarn)
Saint-Avit is een gemeente in het Franse departement Tarn (regio Occitanie) en telt 121 inwoners (1999). De plaats maakt deel uit van het arrondissement Castres.

## Geografie
De oppervlakte van Saint-Avit bedraagt 4,8 km², de bevolkingsdichtheid is 25,2 inwoners per km².
De onderstaande kaart toont de ligging van Saint-Avit (Tarn) met de belangrijkste infrastructuur en aangrenzende gemeenten.

## Demografie
Onderstaande figuur toont het verloop van het inwonertal (bron: INSEE-tellingen).